# آزگادبی، لینکلن‌شر
آزگادبی (به انگلیسی: Osgodby) یک روستا و محله مدنی در بریتانیا است که در West Lindsey واقع شده‌است. آزگادبی ۶۶۰ نفر جمعیت دارد.